# Csarada János
Csarada Nepomuk János Gyula (Nyitra, 1850. május 15. – Budapest, 1923. április 4.) magyar jogász, egyetemi tanár, udvari tanácsos.

## Élete
Csarada István földbirtokos és Marich Friderika fia. Keresztapja Marich Ágoston nagyoroszi plébános volt.
Gimnáziumi tanulmányait Nyitrán, Esztergomban és Egerben végezte, a jog- és államtudományokat a budapesti egyetemen hallgatta. Egy fél tanévet, szemesztert a bécsi egyetemen töltött. Ezt követően ügyvédként működött. 1877-ben a magyar királyi kincstári jogügyek igazgatóságánál fogalmazó-gyakornok lett és 1878-ban jogtudori oklevelet nyert. Ekkor külföldi tanulmányútra ment. 1881 júniusában a tételes európai nemzetközi jogból, 1882 májusában pedig jogbölcseletből szerzett egyetemi magántanári képesítést. A második alapvizsgálati bizottságnak kezdettől fogva tagja volt. 1886-ban a jogi kar az államtudományi államvizsgálati bizottságba is beválasztotta. 1891 februárjában kinevezték egyetemi nyilvános rendkívüli tanárnak. 1891 októberétől József Ágost főhercegnek római jogi, magyar magánjogi, büntetőjogi, politikatörténeti, diplomáciai és nemzetközi jogi előadásokat tartott. 1903-1920 között, nyugdíjba vonulásáig nyilvános rendes tanár volt.

## Művei
- A tengeri zsákmányjog elvei a háboruban. Budapest, 1882.
- A követek menedékjoga. Pápa, 1883.
- A nemzetközi jog története a legrégibb időktől a vesztfáliai békéig. Budapest, 1894.
- A tengeri zsákmányjog elvei. Budapest, 1899.
- A bölcseleti jog története. Budapest, 1900.
- A tételes nemzetközi jog rendszere. Budapest : Politzer, 1901. IV, 615 p.
- A tételes nemzetközi jog rendszere. Budapest, 1910.
- A mostoha című regényét a Magyar Ujság közölte.
- Csarada János digitalizált művei az Országgyűlési Könyvtárban